# Patsy Watchorn
Patsy Watchorn (født 16. oktober 1944 ) er en irsk folkemusiker, sanger. Han var med i Dublin City Ramblers fra dannelsen i 1960'erne frem til 1995. Han var medlem af The Dubliners fra 2005 til gruppen trak sig tilbage i 2012. I 2013 fortsatte han med at turnere sammen med Eamonn Campbell, Seán Cannon og Gerry O'Connor under navnet The Dublin Legends.

## Karriere
Patsy begyndte sin karriere som forsanger i bandet The Quare Fellas i midten af 60'erne. Bandet udviklede sig senere til Dublin City Ramblers. Her havde han succes med sange som "The Ferryman", "The Flight of Earls" og "Dublin in the Rare Auld Times", som alle er skrevet af Pete St. John.
I 1998 skrev og sang han den irske fodbold slagsang "We are the Boy's in Green" sammen med Dublin City Ramblers, som blev brugt til europamesterskabet i Tyskland og igen i 1990 i Italien. Teksten ændrede sig en smule fra '88 til '90.
Watchorn forlod Dublin City Ramblers i 1995, hvorefter han udgav et antal solo albummer. Her optrådte han under navnet "Patsy Watchorn, agus a Cháirde" (hvilket betyder "og venner" på irsk). I 2005 kom han med i The Dubliners, hvor han overtog pladsen efter Paddy Reilly, hvor han blev vel modtaget af fans. Han er med på gruppens Tour Sampler EP i 2005 og på dobbeltalbummet Live at Vicar Street fra 2006.
Watchorn spiller banjo, bodhrán og skeer.

## Familie
Watchorn blev født ind i en musikalsk familie. Hans far Ernest og dennes brødre spillede klaver, mandolin og violin. Hans mor Christina var sanger.

## Diskografi
Udover at have udgivet albums med The Quare Fellas og senere Dublin City Ramblers i perioden 1969-1995 og sammen med The Dubliners fra 2005 og frem, har Watchorn lavet en lang række andre udgivelser.

### Solo
- 1996 Pub With No Beer
- 1998 The Craic & Porter Too
- 1998 Shindig — Recorded Live at the Old Jameson Distillery
- 2002 The Very Best Of Patsy Watchorn
- 2003 Hearts On Fire
- 2004 Irish Rebel Heroes
- 2011 Now

### Singler og EP'er
- 1996 Spot the Paddy
- 1996 Sonia's Song
- 1997 The Celtic Warrior
- 1998 Insurrection '98
- 2004 Raglan Road/Dublin In My Tears

### Antologier
- 2001 Come On You Boys In Green

### Genudgivelser
- 2001 Irish Pub Songs Collection – genudgivelse af Shinding med yderligere 4 numre
- 2003 The Craic Was Ninety – genudgivelse af The Craic & Porter Too
- 2008 Hearts On Fire – genudgivelse af Hearts On Fire med to bonus tracks.

### Opsamlingsalbums
- 2000 Raised On Songs & Stories